# Halton Christian Arp
Halton Christian Arp, ameriški astronom, * 21. marec 1927, New York, New York, ZDA, † 28. december 2013, München, Nemčija.

## Življenje in delo
Arp je leta 1949 diplomiral na Univerzi Harvard, doktoriral pa leta 1953 na Kalifornijskem tehnološkem inštitutu (Caltech). Leta 1966 je Caltech objavil njegov Atlas pekuliarnih galaksij (Atlas of Peculiar Galaxies) s 338 pekuliarnimi galaksijami. Raziskoval je Magellanova oblaka.
Od leta 1953 je delal na Observatoriju Mt. Palomar, potem na observatorijih Mt. Wilson in Las Campanas, od leta 1969 spet na Mt. Palomarju, od 1983 do konca kariere pa na Inštitutu Maxa Plancka za astrofiziko, pri Münchnu. Po njem kvazarji niso kozmološka telesa, kar pomeni, da niso zelo oddaljeni. Arp je bil tudi kritik teorije o prapoku in zagovornik nestandardne kozmologije, ki vključuje notranji rdeči premik.
1. 1 2  SNAC — 2010.
2. 1 2  Identifiants et Référentiels — ABES, 2011.
3. ↑  Big-bang-defying giant of astronomy passes away